# Rhinolophus thailandensis
Підковик таїландський (Rhinolophus thailandensis) — вид рукокрилих родини Підковикові (Rhinolophidae).

## Поширення
Цей вид відомий тільки в північній тайській провінції Чіангмай.

## Стиль життя
Ховається в печерах. Харчується комахами.

## Морфологія
Середнього розміру, з довжиною голови й тіла між 63 і 72 мм, довжина передпліччя між 56,22 і 61,16 мм, довжина хвоста від 18 до 24 мм, довжина стопи між 14 і 15 мм, довжина між вухами 26,21 і 32 мм.
Шерсть довга. Спинна частина від коричневого до жовтувато-коричневого кольору з основою волосся білуватою, а черевна частина жовтувато-коричневого кольору з основою волосся сірою. Вуха довгі. Нижня губа має один поздовжній паз. Крилові мембрани темно-коричневі. Хвіст довгий і повністю включається у велику хвостову мембрану. Каріотип: 2n=60 FNa=64.